# Fruit Chan

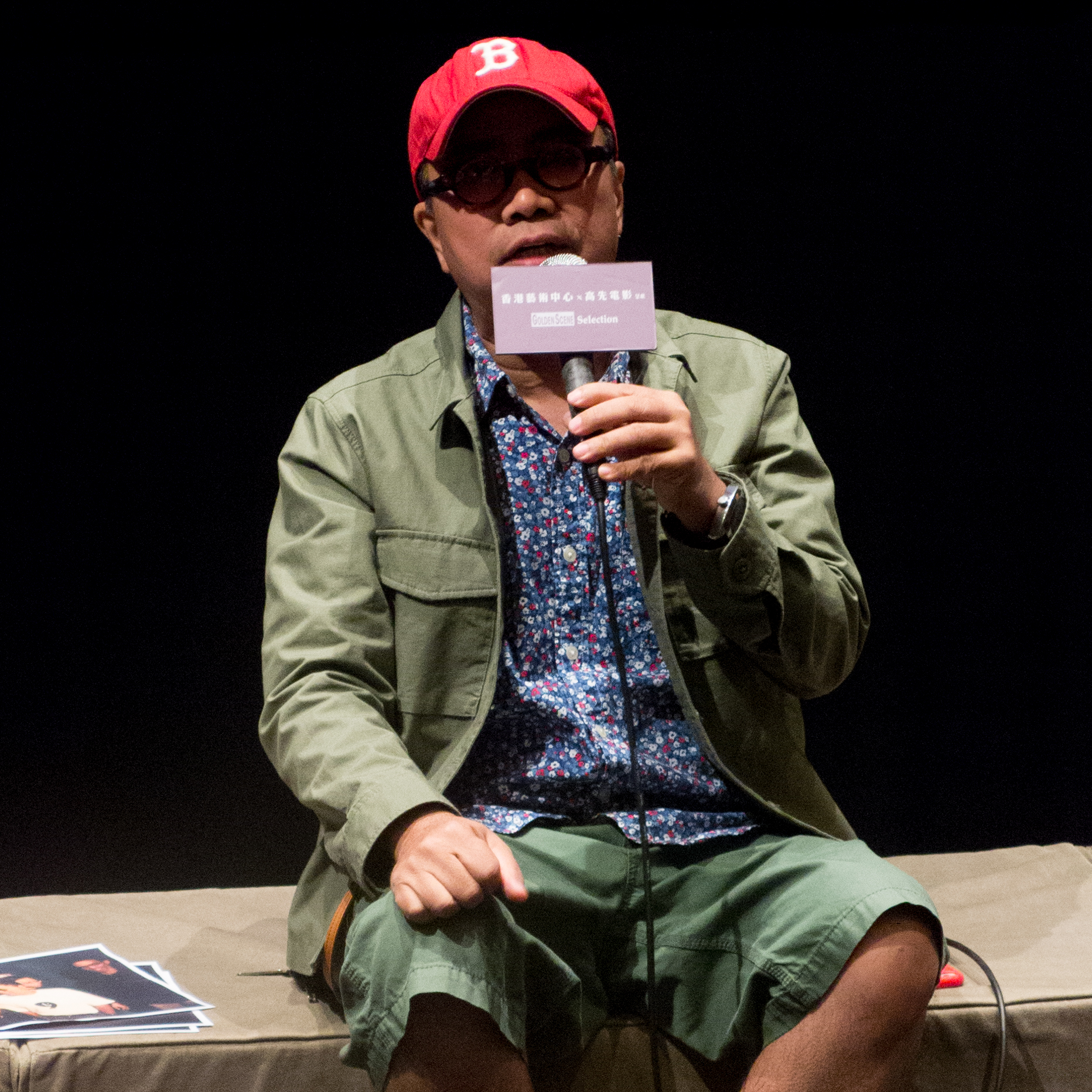
Fruit Chan, 2017

Fruit Chan (chinesisch 陳果 / 陈果, Pinyin Chén Guǒ, Jyutping Can4 Gwo2, kantonesisch Chan Gwo, * 15. April 1959 auf der Insel Hainan – damals Teil von Guangdong, heute Provinz Hainan, China) ist ein chinesischer Independent-Regisseur aus Hongkong.
Er zog im Alter von zehn Jahren mit seiner Familie nach Hongkong. Seine Karriere begann er mit Werbefilmen. Größere Bekanntheit erreichte er erstmals 1997 mit dem Low-Budget-Film Made In Hong Kong.

## Filmografie (Auswahl)
- 1991: Five Lonely Hearts (五個寂寞的心,  Wǔ gè jìmò de xīn, Jyutping Ng5 go3 zik6mok6 dik1 sam1)
- 1993: Finale in Blood (大鬧廣昌隆,  Dànào Guǎngchānglóng, Jyutping Daai6naau1 Gwong1coeng1lung4*1)
- 1997: Made In Hong Kong (香港製造造,  Xiānggǎng zhìzào, Jyutping Hoeng1gong2 zai3zou6)
- 1998: The Longest Summer (去年煙花特別多,  Qùnián yānhuā tèbié duō, Jyutping Heoi3nin4 Jin1faa1 dak6bit6 do1)
- 1999: Little Cheung (細路祥[3],  Xìlùxiáng, Jyutping Sai3lou6coeng4)
- 2000: Durian Durian (榴槤飄飄,  Liúlián piāopiāo, Jyutping Lau4lin4 piu1piu1)
- 2001: Hollywood Hong Kong (香港有個荷里活,  Xiānggǎng yǒu gè Hèlǐhuó, Jyutping Hoeng1gong2 jau2 go3 Ho4lei5wut6)
- 2002: Public Toilet (人民公廁,  Rénmín gōngcè, Jyutping Jan4man4 gung1ci3)
- 2004: Three… Extremes – Segment: Dumplings (三更2,  Sān gēng Èr, Jyutping Saam1 gaang1 Ji6)
- 2004: Dumplings – Delikate Versuchung (餃子,  Jiǎozi, Jyutping Gaau2zi2)
- 2014: The Midnight After (那夜凌晨，我坐上了旺角開往大埔的紅Van,  Nà yè língchén, wǒ zuòshàngle Wàngjiǎo kāiwǎng Dàbù de hóng VAN, Jyutping Naa5 je6 ling4san4, ngo5 zo6soeng5liu5 Wong6gok3 hoi1wong5 Daai6bou3 dik1 hung4 VAN)
- 2018: Three Husbands (三夫,  Sān fū, Jyutping Saam1 fu1)

Quelle: Hong Kong Movie Database